# 德罗边波拉萨县
德罗边波拉萨县，一译德边巴萨县，是柬埔寨奥多棉吉省下辖的一个县。
据2008年人口普查，此县共有25,533人。